# Šarkamen
Šarkamen (cyr. Шаркамен) – wieś w Serbii, w okręgu borskim, w gminie Negotin. W 2011 roku liczyła 299 mieszkańców.